# Trostianets
Trostianets (en ukrainien : Тростянець ; en russe : Тростянец) est une ville de l'oblast de Soumy, en Ukraine. Sa population s'élevait à 19 544 habitants en 2022.

## Géographie
Trostianets est arrosée par la rivière Boromlya. Elle se trouve à 18 km au nord d'Okhtyrka, à 52 km au sud de Soumy, à 106 km au nord-ouest de Kharkiv et à 314 km à l'est de Kiev.

## Histoire
Trostianets a été fondée au cours de la première moitié du XVIIe siècle, pendant une vague de migration de paysans et de Cosaques de l'Ukraine de la rive droite, provoquée par la domination de la noblesse polonaise après la bataille de Berestetchko, en 1651. Jusqu'en 1765, Trostianets est administrativement soumise au régiment cosaque d'Okhtyrsky, puis en 1797 à la province d'Ukraine slobodienne. En 1835, elle est rattachée au gouvernement de Kharkov. Trostianets est reliée à Kharkiv et Soumy par chemin de fer en 1877 et un dépôt de locomotives y est construit. En 1940, Trostianets accède au statut de ville. Plusieurs usines y sont ensuite implantées pour la fabrication d'appareils électriques, le raffinage du sucre, la fabrication de chocolat, le travail du bois.

### Bataille de Trostianets
Lors de l'invasion russe de l'Ukraine en 2022, la ville est capturée par les forces russes le 2 mars 2022. Deux jours plus tard, les autorités signalent une catastrophe humanitaire.
Le 28 mars 2022, les forces ukrainiennes reprennent le contrôle de Trostianets.

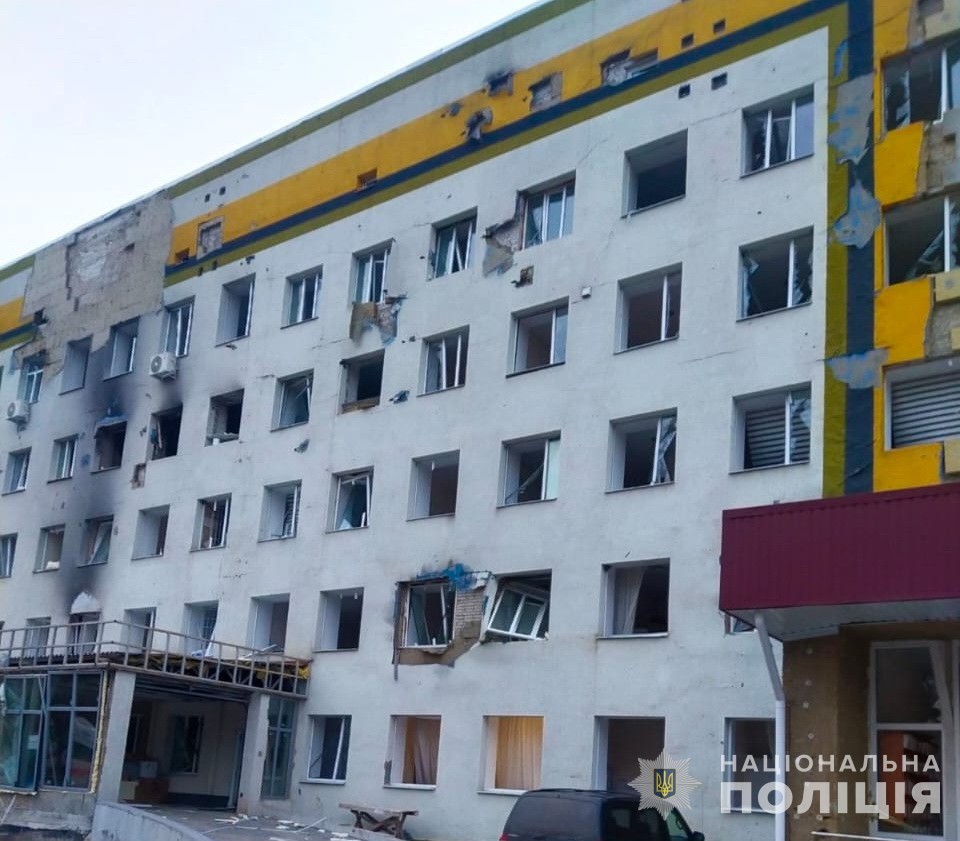
L'hôpital touché en mars 2024.

## Patrimoine
Les monuments remarquables comprennent la Cour ronde néo-gothique (1749), l'église en style baroque tardif de l'Annonciation (1744-50), le domaine Galitsine de Trostianets du XVIIIe siècle et une « grotte des nymphes », construite en 1809 pour marquer le centenaire de la bataille de Poltava. Le parc dendrologique de Trostianets.

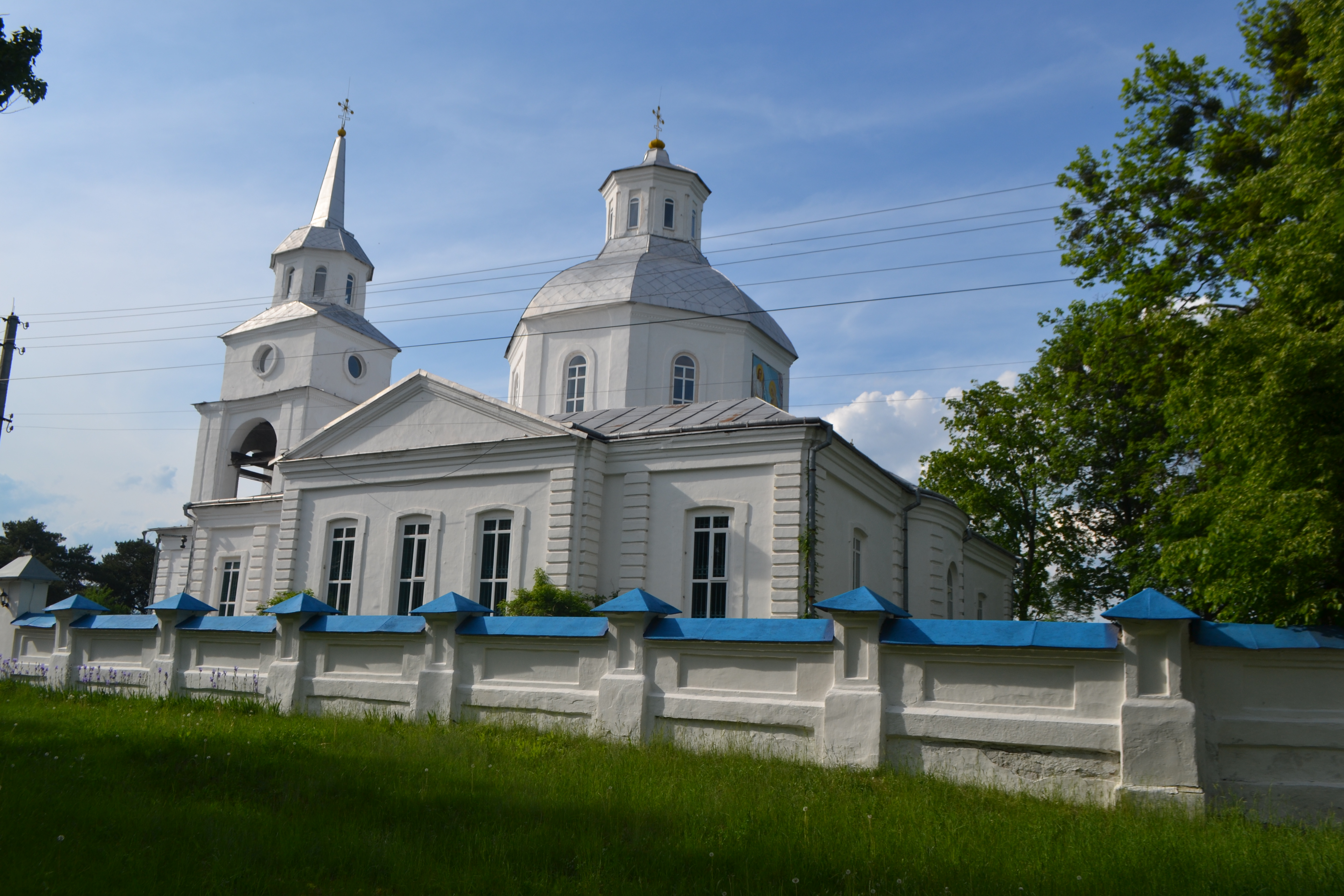
l'église de l'Annonciation de Trostianets, classée
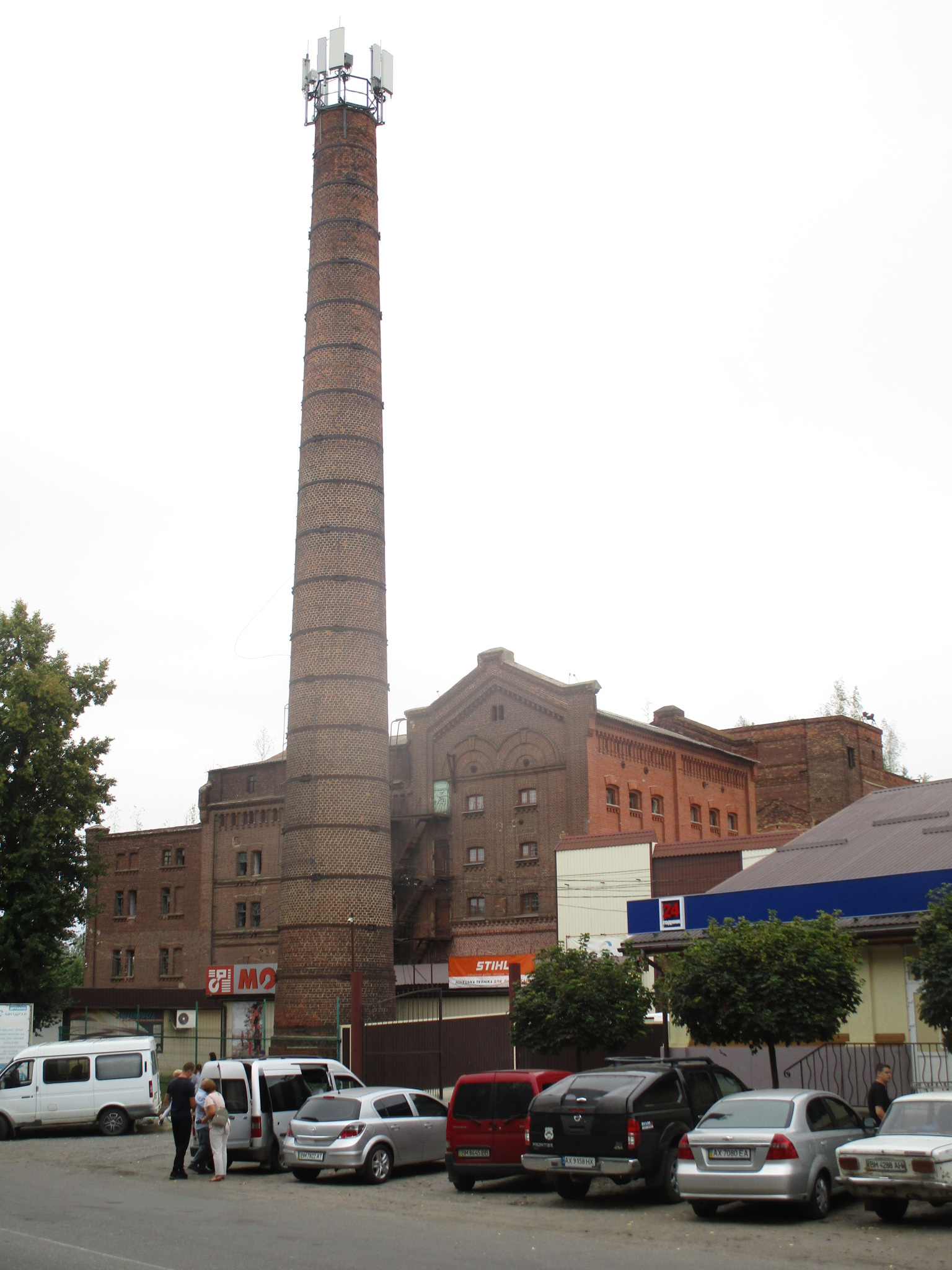
moulin royal, classé
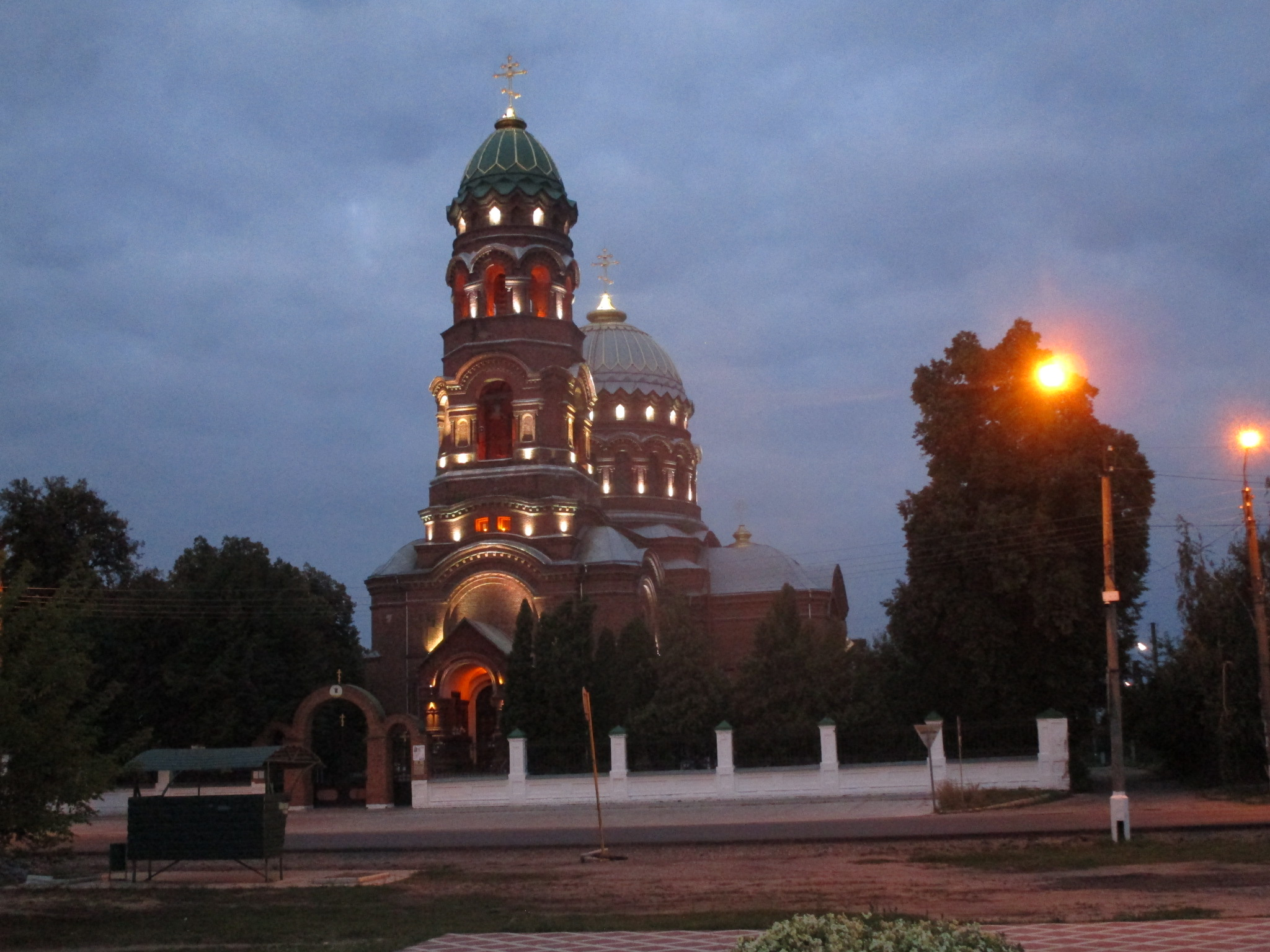
l'église de l’Ascension de Trostianets, classée[6],
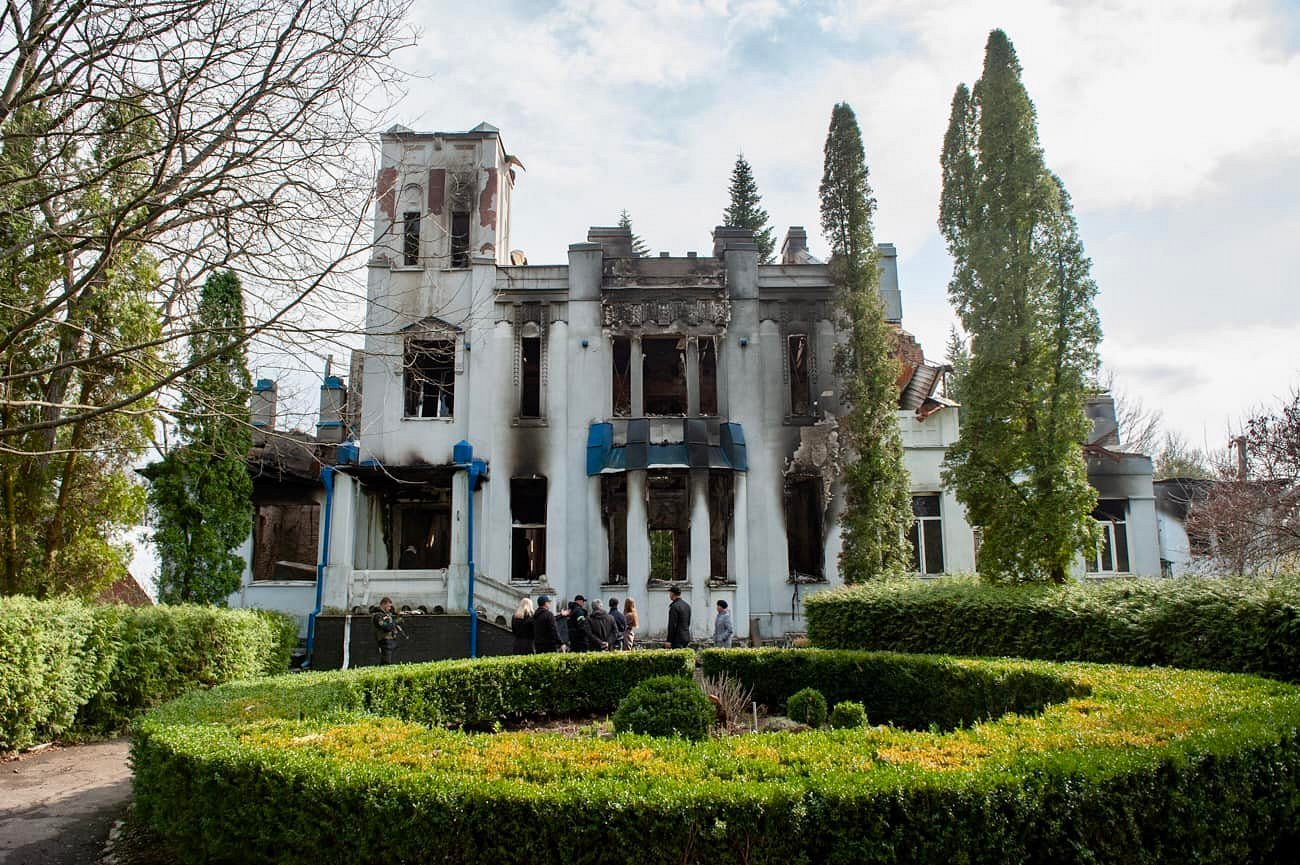
La maison de Léopold Koenig le 14 avril 2022, classée[7].

## Population
Recensements (*) ou estimations de la population :
| 1926* | 1939*  | 1959*  | 1970*  | 1979*  | 1989*  |
| ----- | ------ | ------ | ------ | ------ | ------ |
| 8 726 | 12 069 | 17 992 | 19 868 | 23 655 | 25 706 |

| 2001*  | 2012   | 2013   | 2014   | 2015   | 2016   |
| ------ | ------ | ------ | ------ | ------ | ------ |
| 23 308 | 21 463 | 21 368 | 21 220 | 21 003 | 20 708 |

| 2017   | 2018   | 2019   | 2020   | 2021   | 2022   |
| ------ | ------ | ------ | ------ | ------ | ------ |
| 20 638 | 20 486 | 20 238 | 19 985 | 19 797 | 19 544 |

## Transports
La gare de Trostianets-Smorodyne se trouve à 58 km de Soumy par le chemin de fer et à 56 km par la route.